# آيدول ياباني

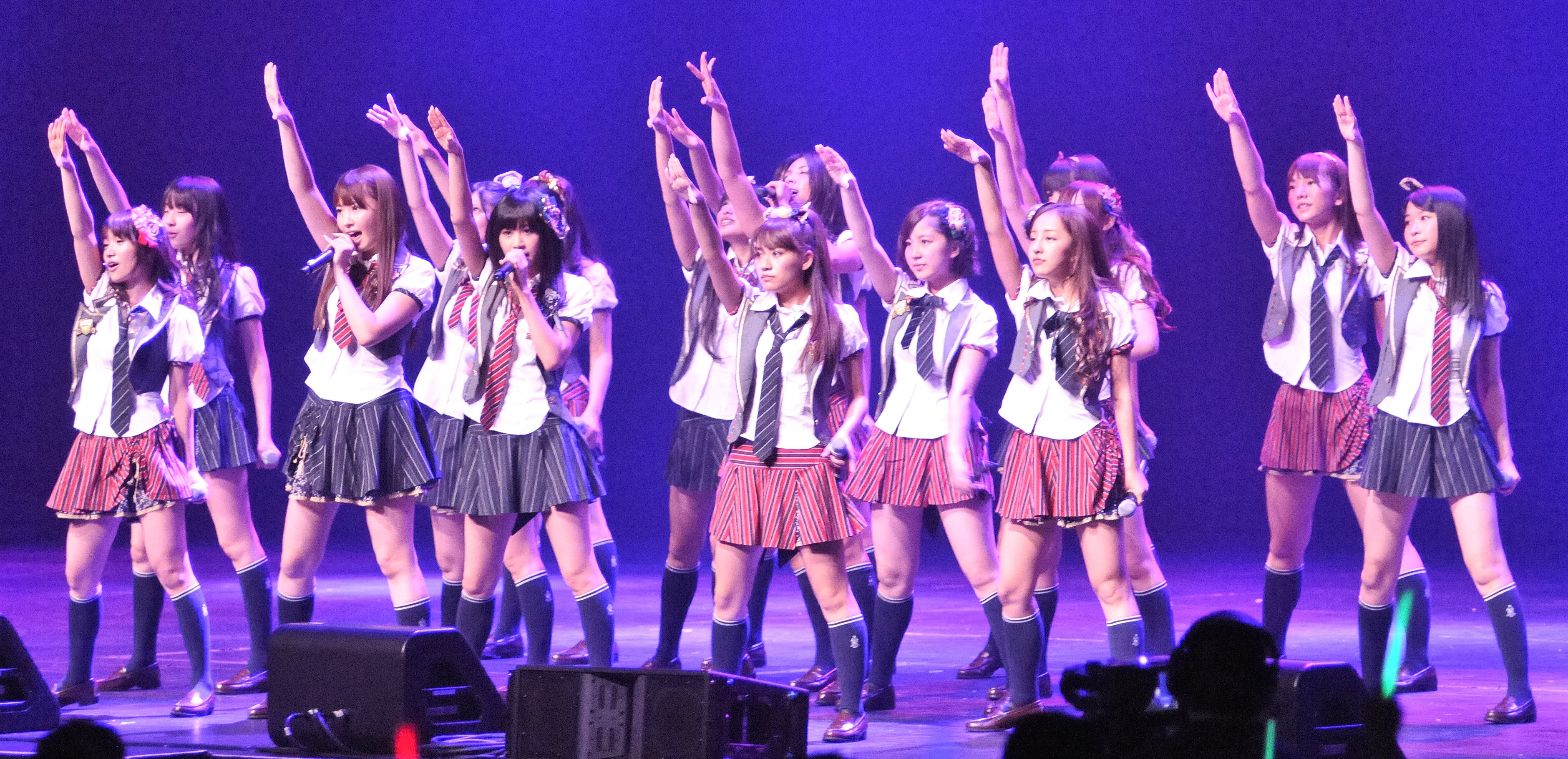
فريق AKB48 ، حامل الرقم القياسي العالمي في موسوعة غينيس لكونه «أكبر فرقة بوب»، وفرقة آيدوا الأكثر مبيعًا.

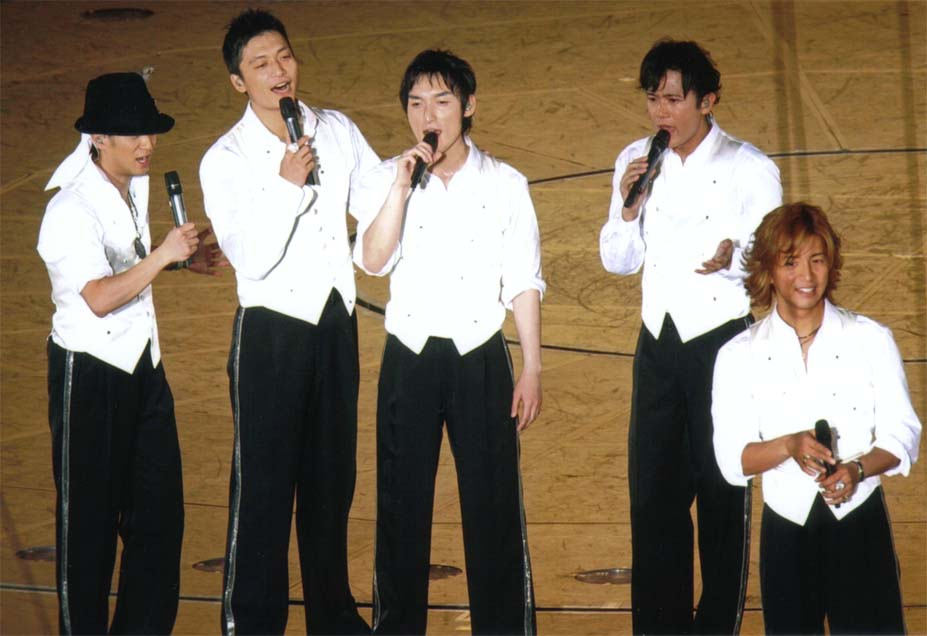
فريق SMAP ، فرقة الآيدول الأكثر مبيعًا ، خلال جولة الأداء الفني الحديثة الفائقة لعام 2008.

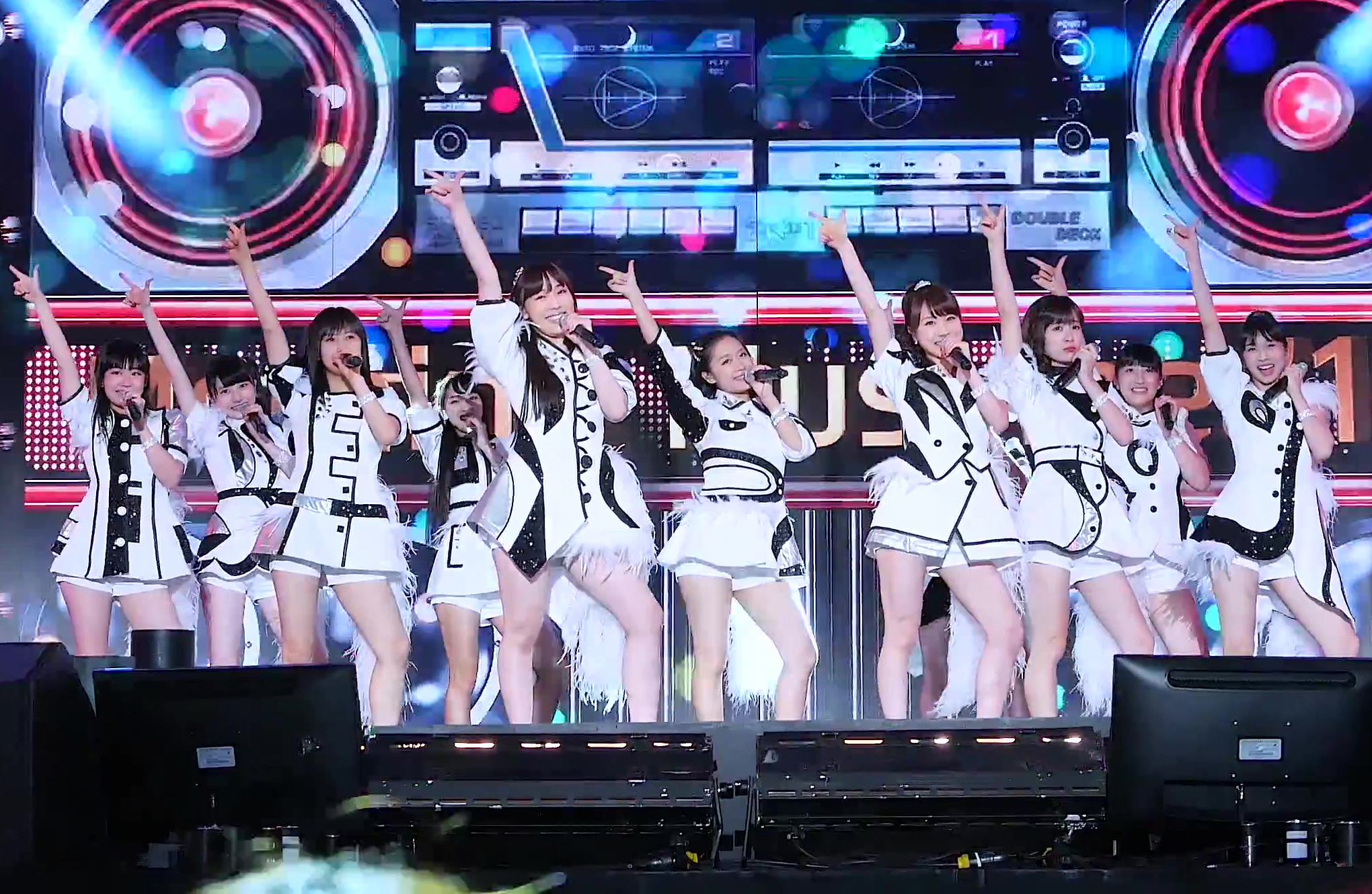
فريق Morning Musume ، أحد أشهر الفرق اليابانية

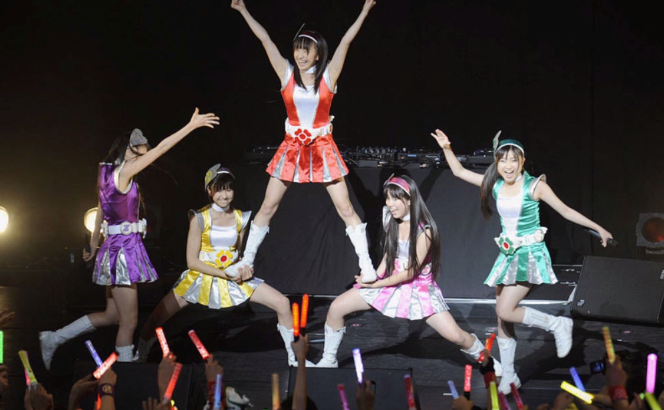
فريق Momoiro Clover Z في المرتبة الأولى بين فرق الآيدول الإناث وفقًا لاستطلاعات Nikkei للفترة بين 2013 إلي 2018.

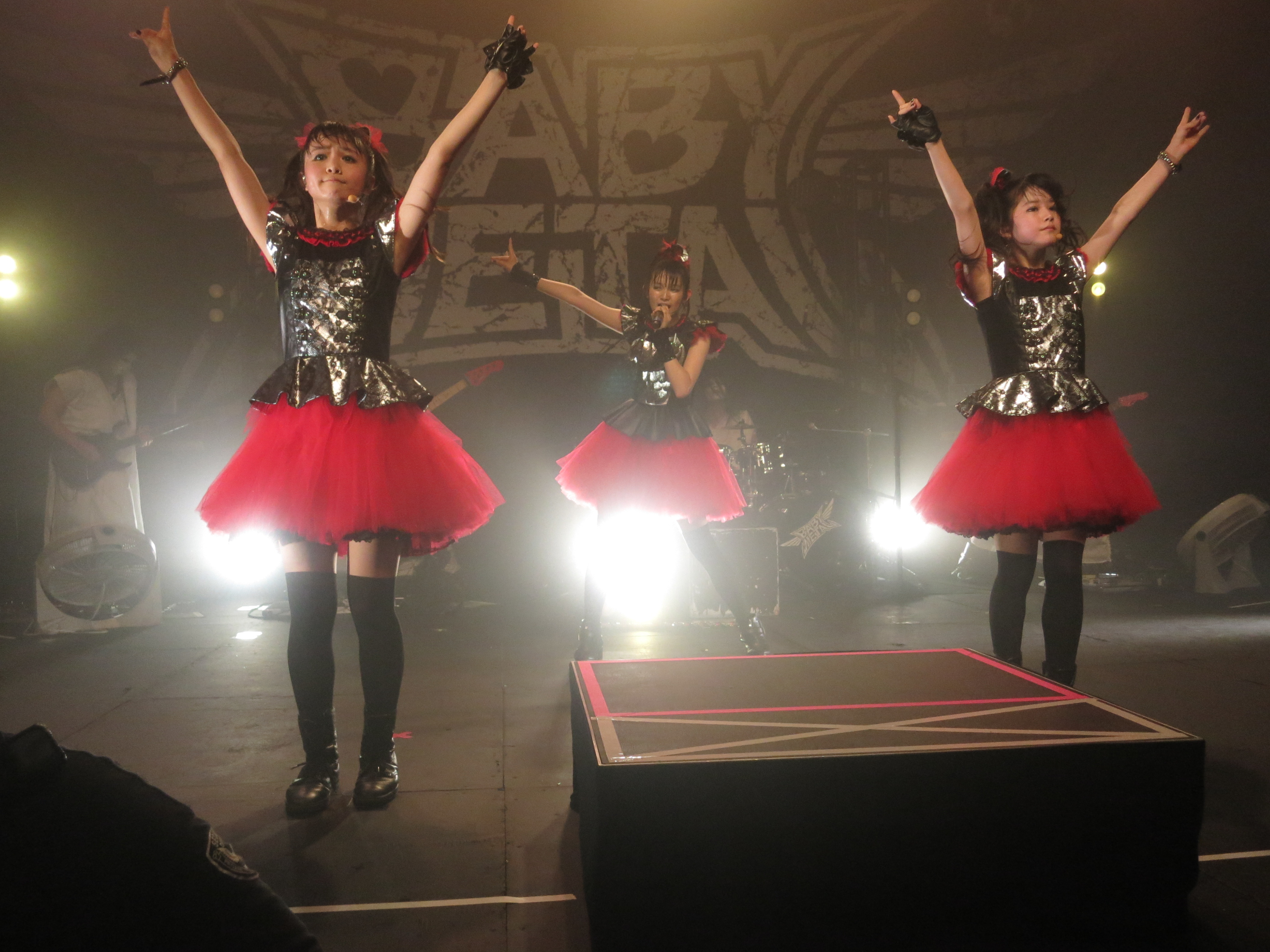
عرض بيبي ميتال في لوس أنجلوس عام 2014. يعد ألبوم الاستوديو الثالث الخاص بهم هو أعلى ألبوم باللغة اليابانية في مخطط Billboard الأمريكي كأفضل 200 ألبوم.

الآيدول (باليابانية : アイドル تُنطق باليابانية : آيدورو) هو نوع من الفنانين يتم تصنيعه والتسويق له وبحيث يمتاز بالجاذبية والشخصية المحبوبة في ثقافة البوب اليابانية. الآيدولز هم في الأساس مغنون، لكنهم مدربون أيضًا على أدوار أخرى، مثل التمثيل والرقص والنمذجة. على عكس المشاهير الآخرين، يتم تسويق الآيدول من خلال البضائع والتأييد من قبل وكالات المواهب، مع الحفاظ على اتصال عاطفي مع قاعدة معجبين متحمسين من المستهلكين. تشمل الفئات الفرعية لآيدول الموديل، والجونيور آيدول، ونت آيدول، وممثلي الصوت.

## تعريف
الآيدول هو ذلك النوع من الفنانين الذين يتم صنعهم بهدف جذب مجموعة من المعجبين المستهلكين للمنتجات التي يتم الترويج لها من قبل صناع الترفيه أو ما يعرف بأسم وكلات المواهب.تأخذ وكالات المواهب علي عاتقها التسويق للآيدول وذلك من خلال التوقيع مع المراهقين والمراهقات الذين لديهم خبرة قليلة أو معدومة في عالم صناعة الترفيه، وتسويقهم على أنهم نجوم طموحون. الآيدولز هم في الغالب من المغنيين، ولكن غالبًا ما يتم تدريبهم أيضًا على التمثيل والرقص والنمذجة وغيرها بهدف بيع الكثير من المنتجات لهم سواء صور، مقاطع فيديو، ملصقات، مقاطع صوتية.. إلخ. يتم تصنيف الموسيقى من مغني الآيدول بشكل عام ضمن جي بوب،  الرغم من أن وكالات المواهب قد تصنفها ضمن النوع الفرعي «الآيدول بوب» لمزيد من التمييز. وعلى العكس من ذلك، فإن بعض وكالات المواهب لا تدرب الآيدول خاصتها بدقة،  وتسوق الآيدول خاصتها على أنهم هواة يكتسبون الخبرة على مدار حياتهم المهنية وبدعم من معجبيهم. يجد العديد من مغني الآيدول النجاح كمجموعات وليس بشكل فردي.
على عكس الشخصيات التلفزيونية، يتم تسويق الآيدول بهدف صقل صورته ومنحه جاذبية وشخصية فريدة من نوعها. والهدف الرئيسي للصناعة الآيدول هو «بيع الأحلام»، وتقديم شكل من أشكال الهروب من الواقع للمعجبين من متاعب الحياة اليومية وضغوطها. على هذا النحو، يُنظر إليهم على أنهم قدوة للجمهور، ويمكن أحيانًا التحكم بحياتهم الشخصية وصورتهم من قبل وكالات المواهب الخاصة بهم،  على الرغم من وجود وكالات تركز أيضًا على مهنة آيدولز الخاصة بهم دون التدخل في حياتهم الخاصة مثل علاقتهم بأهلهم. تشمل القيود الشائعة عدم السماح لهم بالتدخين أو الشرب في الأماكن العامة أو متابعة العلاقات الرومانسية مثل الزواج والوقوع ففي الحب تحت أي مسمي. غالبًا ما يقضي الآيدولز وقتًا بعيدًا عن العائلة والأصدقاء أثناء تحمل جداول العمل المزدحمة،  حيث تحجب بعض الوكالات مهام العمل عن مواهبهم وتخطرهم بالعمل في غضون مهلة قصيرة لمنعهم من أخذ إجازة.
عادة ما يُتوقع من الآيدولز أن يتركون حياتهم المهنية بعد أن يتقدموا في السن المناسبة الصناعة، فالآيدولز الإناث عادةً ما تقمن بترك حياتهن المهنية في سن 25  والآيدولز الذكور عادةً ما يقومون بترك حياتهم المهنية في سن 30-45. وبسبب صورتهم المصنّعة ومهنهم العابرة في كثير من الأحيان، لا يُنظر إلى الآيدول عمومًا على أنهم فنانون «جادون»؛  وبالتالي، فإن العديد من الفنانين اليابانيين الشباب الذين يعملون في التمثيل أو الموسيقى يرفضون إطلاق عليهم أسم آيدول في محاولة لأن يُنظر إليهم على أنهم محترفين. الذين يغادرون مجموعة يتم إقامة حفل وداع يُعرف باسم "حفل التخرج" (باليابانية : 卒業 يُنطق باليابانية : سوتسوجيو) ،  والذي نشأ من مجموعة الآيدول حيث رسم مفهوم المجموعة الشبابي أوجه تشابه مع نادي ما بعد المدرسة. يُنظر إلى الآيدول الذي يقيم حفل «تخرج» بشكل أفضل من إنهاء العقد أو الانسحاب الطوعي، حيث إن المصطلحين الأخيرين يرمزان بشكل سلبي إلى الفضائح.
تشتمل الفئات الفرعية للأيدولز على ال (عارضات الأزياء اللواتي يظهرن في صور بملابس السباحة بنمط دبوس إلى أعلى) والأصنام الصغيرة (المطربين ونماذج الحفر تحت سن 15 عامًا) وأصنام AV (عارضات إباحية)،  الأصنام الصافية (الأصنام الذين هم يشتهر معظمهم بكونهم من مشاهير الإنترنت)، وممثلي صوت الآيدول (ممثلين صوتيين في الرسوم المتحركة وألعاب الفيديو)،  أصنام افتراضية (مغنون خياليون تم إنشاؤهم من خلال برامج مثل Vocaloid)، وأصنام تحت الأرض (أعمال أيدول يديرها بشكل مستقل).

## تأثير

### اقتصادي
تعد الآيدولز جزءًا أساسيًا من وسائل الإعلام والإعلان في اليابان، حيث تظهر نسبة 50-70٪ من الإعلانات التجارية في اليابان على أحد الأيدول. نموذج الأعمال "CM idol"، الذي تصوره وكالة الإعلان Dentsu في الثمانينيات، يستخدم الصورة العامة للأيدولز كأصل تسويقي. نظرًا لأن مهنة الأيدولز تعتمد على صورتهم، فإن مكاتب التعاقد تخلق صورتها بناءً على الاتجاهات السائدة في السوق وبهدف تحقيق أكبر قدر ممكن من الإيرادات. إلى جانب الترويج للمنتجات، تعد الإعلانات التجارية أيضًا منصة مشتركة للترويج للأيدولز في نفس الوقت من خلال إبقاء كل من العلامة التجارية والمنتج المعبود في طليعة أذهان المستهلكين. غالبًا ما يتم إنشاء إعلانات الإعلانات التجارية مع معبود معين يطابق صورة الشركة في الاعتبار. يُتوقع من الآيدولز الذين تم التعاقد معهم مع علامات تجارية معينة أن يدعموا صورة العلامة التجارية وقد لا يعملون مع العلامات التجارية أو الشبكات المنافسة؛ تمتد الاتفاقية لتشمل إعلانات المجلات ومقاطع الفيديو عبر الإنترنت والظهور في الأعمال الدرامية. قد توفر الأصنام أيضًا الموسيقى أو الأغنية للإعلانات التجارية. صناعة المعبود تحقق ما يقرب من مليار دولار في السنة.

### وسائط
ابتداءً من الثمانينيات من القرن الماضي، كانت الشركات تتنافس للحصول على عقود للأيدولز في الدراما، مما أدى إلى جوهر التلفزيون الحالي لمدة أربعة مواسم في اليابان. كما أصبحت البرامج المتنوعة والحديثة والموسيقى شائعة، ويرجع ذلك جزئيًا إلى ظهور الأصنام كضيوف أو نجوم العرض.

#### العاب انمي وفيديو
لقد تجاوزت صناعة الآيدولز التمثيل الصوتي في ألعاب الأنيمي وألعاب الفيديو. من الأمثلة المبكرة لممثلي الصوت الذين كان لديهم حضور مشابه للمعبود، ممثلو صوت Mobile Suit Gundam ، توشيو فوروكاوا وتورو فورويا في السبعينيات، الذين اكتسبوا عددًا كبيرًا من المتابعين بعد تشكيل فرقتهم، Slapstick. في الثمانينيات من القرن الماضي، أصبحت المغنية نوريكو هيداكا في النهاية ممثلة صوتية بعد أن اكتسبت تقديرًا للعب دور الرصاص في Touch . تم استخدام سلسلة Creamy Mami، the Magic Angel كوسيلة لإطلاق مسيرة Takako Ōta الغنائية وكانت أول سلسلة أنيمي بارزة تستخدم إستراتيجية تسويق "media mix"، حيث ستوفر Ōta الصوت للشخصية الرئيسية وتصويرها لها في المناسبات الموسيقية. تبدأ في 1990s، عقدت عدة الجهات الفاعلة صوت ناجحة مهن الغناء المتزامنة إلى جانب التمثيل الصوتي، مثل هيكيرو شيينا، ماريكو كودا، وميغومي هاياشيبارا.
عندما بدأت صناعة الأنمي في إنتاج المزيد من المسلسلات الليلية في العقد الأول من القرن الحادي والعشرين، انتشر مصطلح «ممثل صوت الأيدول» عندما بدأ ظهور المزيد من الممثلين الصوتيين الذين يتابعهم معجبون مثقفون على شاشة التلفزيون. في حين أن الأمثلة السابقة تضمنت الممثلين الصوتيين الذين اجتذبوا بالمصادفة المعجبين من خلال وظائفهم الغنائية أو المطربين السابقين الذين تحولوا إلى التمثيل الصوتي، تم إنتاج Yui Horie وYukari Tamura وNana Mizuki عن قصد وتسويقهم كممثلين صوتيين من قبل شركات التسجيلات الخاصة بهم. في الوقت الذي كانت تحدث فيه فترة Idol Warring خلال منتصف إلى أواخر العقد الأول من القرن الحادي والعشرين، كان هناك ازدهار كبير في التمثيل الصوتي للأيدولز في الرسوم المتحركة ، حيث قام Oricon بتسمية Aya Hirano وKoharu Kusumi كأمثلة بارزة، حيث كان كلاهما ممثلات معروفين والمغنين في وسائل الترفيه اليابانية السائدة قبل دخول التمثيل الصوتي. في حين أن روابط أغاني الشخصيات كانت شائعة بالفعل في صناعة السينما بحلول ذلك الوقت، بدأ بعض الممثلين الصوتيين أيضًا في الظهور في التلفزيون المتقاطع والمسرح والحفلات الموسيقية كشخصياتهم أيضًا، مما أدى إلى ارتباطهم ارتباطًا وثيقًا ببعضهم البعض.
في أواخر العقد الأول من القرن الحادي والعشرين إلى أوائل العقد الأول من القرن الحادي والعشرين، ظهرت مشاريع الوسائط المتعددة ذات الطابع المعبود، مثل Love Live! و The Idolmaster و Uta no Prince-sama ، أصبحا شائعين وجلب التركيز إلى كل من الممثلين الصوتيين والشخصيات التي قاموا بتصويرها. من بين الأصنام الخيالية مع التسويق المالي والنجاح الموسيقي الواقعي الذي شاع أيضًا الأصنام في الأنيمي السائد هاتسون ميكو ورانكا لي من ماكروس فرونتير . تم استخدام مصطلح "2.5D"، الذي استخدم بشكل متكرر في منتصف عام 2010، لوصف الممثلين الصوتيين الذين يصورون شخصياتهم في الحياة الواقعية، مثل التلفزيون أو المسرحيات. انتقلت الموسيقى التي أنتجتها أصنام الممثلين الصوتيين والأصنام الخيالية إلى المخططات الموسيقية السائدة،  بينما تم التعامل مع الأصنام الخيالية مثل مشاهير الحياة الواقعية. تمت مقارنة سلسلة الرسوم المتحركة وألعاب الفيديو ذات الطابع المعبود مع النوع الرياضي في الأنمي نظرًا لطبيعة تنافسية مماثلة وبناء الفريق الذي تواجهه الشخصيات، فضلاً عن ارتباطها بتأثير Odagiri لإبراز أشخاص جذابين من نفس الجنس يتفاعلون معهم بعضهم البعض. أشارت مجلة Seiyū Grand Prix إلى أن أكثر من 1500 ممثل صوتي نشطوا في عام 2021، مقارنة بـ 370 ممثلًا صوتيًا (145 رجلاً و 225 امرأة) في عام 2001.
ترتبط ثقافة محبي الأيدول ارتباطًا وثيقًا بالأنمي والمانجا، كما أن معظم محبي الأنيمي هم أيضًا من محبي الأصنام. يمكن عرض فكرة «moe»، التي روجت لها الأنمي، على كل من الأصنام والشخصيات الخيالية، وربط الاثنين. قد يفضل البعض الأصنام الخيالية لأنهم لا يتفككون أبدًا أو يتركون المجموعات أو يتورطون في الفضائح. كشفت دراسة أجراها معهد نومورا للأبحاث في عامي 2004 و 2005 أن عشاق الأيدول كانوا ثاني أكبر مجموعة من اهتمامات أوتاكو، مع احتلال الأنمي المرتبة الأولى.

### نقد

#### ظروف العمل
تم انتقاد نظام الآيدول بسبب قواعده الصارمة، وجداول العمل المكثفة، وعدم منح الأصنام سيطرة تذكر على حياتهم الشخصية. تم تشبيه هذا النظام بالرواتب في اليابان غير القادرين على عصيان أرباب العمل. صرحت الناشطة في مجال حقوق العمال شوهي ساكاغورا أن الآيدولز يحصلون على القليل جدًا من الإيرادات وأنهم غير مستعدين لقوة العمل بعد مغادرة مجموعاتهم، حيث يقضي الكثير منهم سنواتهم الأكاديمية في تعلم مهارات وظيفية ضعيفة. بالإضافة إلى ذلك، تحدث روب شوارتز من بيلبورد عن أن وسائل الإعلام اليابانية السائدة نادراً ما تلفت الانتباه إلى الخلافات والادعاءات المتعلقة بمضايقات السلطة بسبب الرقابة الذاتية على ما يُسمح لهم بكتابته. كتب Sasetsu Takeda من GQ Japan أن وكالات المواهب ترفض الآيدولز بغض النظر عن شعبيتها، وفي بعض الأحيان تقوم عمدًا بحظر عروض العمل من أجل الضغط عليهم للمغادرة، كل ذلك مع إعلان أنهم «يستريحون من المرض» للجمهور. تقدم مجموعات الآيدولز المدارة بشكل مستقل القليل من الحماية، حيث يتم منح الآيدولز عقودًا مكتوبة بلغة غامضة تبقيهم في شركاتهم لسنوات، بينما لا يقدمون أي أجر تقريبًا وتعويضات مقابل رسوم النقل والتكلفة. صرح المحامي كونيتاكا كاساي بأن الإدارة قد تكون ضعيفة، خاصة بين مجموعات الأيدول المستقلة، لأنهم أسسوا من قبل أشخاص يفتقرون إلى الخبرة لتلبية الطلب على الأصنام على نمو الصناعة.
في مارس 2018، انتحرت هونوكا أوموتو، عضوة فرقة Ehime Girls ، حيث رفعت عائلتها دعوى قضائية ضد وكالة المواهب التابعة لها في أكتوبر 2018. يُزعم أن أوموتو كانت تعمل 10 ساعات في اليوم على حساب دراستها وعندما طلبت مغادرة المجموعة، هددها أحد الموظفين بالعنف بينما أخبرها تاكاهيرو ساساكي، رئيس شركتها المديرة، أنها ستضطر إلى الدفع رسوم جزائية قدرها ¥1 million. في يونيو 2018، رفعت عضوة سابقة في Niji no Conquistador دعوى قضائية ضد ممثل Pixiv ، Hiroaki Nagata ، بتهمة التحرش الجنسي خلال فترة وجودها مع المجموعة،  واستقالت Nagata بعد عدة أيام.

#### حظر المواعدة
من أجل بيع خيال الوصول إلى معجبيهم، لا يُسمح لمعظم الآيدولز بتكوين علاقات رومانسية أو يجب عليهم الحصول على إذن من وكالاتهم للزواج،  والذي تم انتقاده لكونه غير إنساني. أشارت صحيفة Japan Times إلى أنه بصرف النظر عن وكالات المواهب، فإن ثقافة المعجبين بالآيدولز قد ساهمت في ذلك، خاصة مع المعجبين الذكور من الآيدولز الإناث؛ يقبل المشجعون الذكور فكرة «moe»، التي تغذي الضعف والخضوع بينما تؤكد «السيطرة الكاملة» على الاستقلال الجنسي للفتيات. نظرًا لأن المصافحة والأحداث الأخرى ذات الصلة تسمح للمعجبين بالتواجد على مقربة من الأصنام، يعتقد النقاد أيضًا أن تسويق إمكانية الوصول إلى الأصنام قد يتسبب في عدم قدرة المعجبين على التمييز بين الخيال والحياة الواقعية. تم انتقاد وكالات المواهب أيضًا بسبب تقديمها حماية غير كافية للأوثان بعد عدة حوادث من الهجمات العنيفة على الأصنام الإناث مثل هجوم المنشار على آنا إيرياما ورينا كاواي، وطعن مايو توميتا، والاعتداء على ماهو ياماغوتشي.
رفعت وكالة مواهب دعوى قضائية ضد مغنية آيدول سابقة تبلغ من العمر 17 عامًا لقبولها دعوة إلى غرفة في فندق من قبل اثنين من المعجبين، مما تسبب في حل مجموعتها خلال الأشهر الثلاثة الأولى من ترسيمها. في سبتمبر 2015، حكم القاضي أكيتومو كوجيما، جنبًا إلى جنب مع محكمة منطقة طوكيو، لصالح وكالة المواهب وفرضت غرامة على المرأة لدفع ¥650,000، مشيرًا إلى أن حظر المواعدة كان ضروريًا للأيدولز «لكسب دعم المعجبين الذكور». في يناير 2016، قضت دعوى قضائية مماثلة مع محكمة طوكيو الجزئية لصالح آيدول سابق يبلغ من العمر 23 عامًا، حيث صرح القاضي كازويا هارا بأن حظر المواعدة «يقيد بشكل كبير حرية السعي وراء السعادة».

#### الجنس
غالبًا ما يتم إضفاء الطابع الجنسي على الآيدولز، لا سيما الآيدولز الإناث،  وبعضهم يعمل أيضًا كآيدولز في الحفر ولديهم لقطات موحية لصور ملابس السباحة التي يتم نشرها في المجلات التي تستهدف البالغين. مع تحويل نظام الآيدولز إلى سلعة للشباب، يتم انتقاد الصناعة لتعريض القاصرين للخطر، وخاصة الآيدولز الصغار، الذين تبلغ أعمارهم 15 عامًا أو أقل. غالبًا ما تُباع كتب صور ملابس السباحة المعبودة في نفس أقسام العناوين الإباحية. في عام 1999، حظرت اليابان إنتاج وتوزيع صور جنسية صريحة للقصر، مما منع دفاتر الصور التي تصور عراة صغار السن. تم إغلاق العديد من الموزعين الناشئين بعد حظر حيازة المواد الإباحية للأطفال في اليابان في عام 2014. ومع ذلك، يقف محتوى المعبود الصغير حاليًا على أرضية غامضة من الناحية القانونية بسبب التفسيرات المفتوحة لقوانين استغلال الأطفال في المواد الإباحية في اليابان .